# Uniwersytet w Kinszasie
Uniwersytet w Kinszasie (fr. Université de Kinshasa) – uczelnia o statusie uniwersytetu publicznego z siedzibą w Kinszasie w Demokratycznej Republice Konga. Powstała w 1981 roku po podziale Państwowego Uniwersytetu Zairu na trzy odrębne instytucje.

## Historia
Początki uczelni sięgają 1954 roku, kiedy to belgijskie władze kolonialne założyły w Kinszasie Uniwersytet Lowanium w odpowiedzi na krytykę, że robią zbyt mało w kierunku edukacji Kongijczyków. Początkowo szkoła stowarzyszona była z Katolickim Uniwersytetem w Lowanium. Po oficjalnym otwarciu uczelnia otrzymała duże subwencje finansowe od rządu kolonialnego, Fundacji Forda, Fundacji Rockefellera i Amerykańskiej Agencji ds. Rozwoju Międzynarodowego. Z czasem została też uznana najlepszym uniwersytetem w Afryce.
W sierpniu 1971 roku uczelnia została połączona z protestanckim Université Libre du Congo oraz Uniwersytetem Kongijskim w Lubumbashi tworząc Państwowy Uniwersytet Zairu (Université Nationale du Zai"re). Wtedy też związki z Katolickim Uniwersytetem w Lowanium zostały zerwane, a subwencje finansowe mocno ograniczone. Decyzja o połączeniu prywatnych szkół i scentralizowaniu systemu, przynajmniej częściowo zapobiegła politycznym demonstracjom w kampusach. Ponadto całym systemem edukacji wyższej kierował jeden rektor, a wszyscy pracownicy otrzymywali wypłaty z państwowego budżetu.
Jednakże na początku lat 80. tak scentralizowany system stał się zbyt uciążliwy, więc w 1981 roku zapadła decyzja o powołaniu trzech oddzielnych uczelni: Uniwersytetu w Kinszasie, Uniwersytetu Kisangani i Uniwersytetu Lubumbashi.
W latach 80. nowo powstały Uniwersytet w Kinszasie zmagał się z poważnymi problemami finansowymi, które spowodowane były zmniejszonym wsparciem ze strony rządu. 90 procent budżetu szkoły pochodziło bowiem ze środków państwowych, a tylko kilka z opłat studentów. To przełożyło się na fatalny stan i warunki panujące w kampusie. By temu przeciwdziałać władze uczelni w 1985 i 1989 roku podniosły opłaty za czesne o 500 procent, przeprowadziły głębokie cięcia wydatków oraz zawiesiły prawie wszystkie stypendia i pomoce finansowe dla studentów. Zmiany przyniosły pożądany skutek i w 2002 roku rząd dopłacił do uniwersyteckiego budżetu, wynoszącego 4,3 mln dolarów, jedynie 8000 dolarów.

## Reaktor jądrowy
W 1958 roku na Uniwersytecie zbudowano pierwszy w Afryce reaktor jądrowy, zwany TRICO I. Jego nazwa była połączeniem słów TRIGA oraz Congo. W czasie, gdy powstawał, Zair znajdował się jeszcze pod kontrolą Belgów, którzy zbudowali go we współpracy z rządem amerykańskim oraz przedsiębiorstwem General Atomics. W 1967 roku Unia Afrykańska powołała Regionalne Centrum Badań Jądrowych, a Stany Zjednoczone zgodziły się na dostarczenie nowego reaktora typu TRIGA, po tym jak pierwszy reaktor został w 1970 roku wyłączony. TRICO II został uruchomiony w 1972 i działał do 1998 roku. Ponieważ pod koniec lat 80. rząd Demokratycznej Republiki Konga wstrzymał finansowanie programu, to Stany Zjednoczone odmówiły wysyłania części zamiennych.

## Wydziały
Obecnie uniwersytet posiada 12 wydziałów:
- Wydział Humanistyczny
- Wydział Prawa
- Wydział Ekonomii
- Wydział Nauk Społecznych
- Wydział Inżynieryjny
- Wydział Nauk Ścisłych
- Wydział Rolnictwa
- Wydział Psychologii
- Wydział Medycyny
- Wydział Medycyny Weterynaryjnej
- Wydział Farmaceutyczny
- Wydział Petrochemiczny.